# Josep Borràs i Gené
Josep Borràs i Gené (Vilanova de la Barca, Segrià, 9 de setembre de 1943) és un polític català nascut a Vilanova de la Barca i instal·lat de ben jove a Balaguer.

## Biografia
És llicenciat en Filosofia i Lletres i ha treballat com a professor de primària. Ha estat vicepresident de l'Ateneu de Balaguer (1975-1978), membre del Congrés de Cultura Catalana i coordinador de la Final d'Àmbit d'Història. Ha estat president de l'Associació Residència Geriàtrica de Sant Domènec de Balaguer, secretari general dels Amics de Gaspar de Portolà i de l'Associació per l'Agermanament de Catalunya i Califòrnia.
Ha estat diputat per la circumscripció de Lleida a les llistes de Convergència i Unió a les eleccions al Parlament de Catalunya de 1980, 1984, 1988 i 1992. Fou conseller nacional de Convergència Democràtica de Catalunya i president del partit a la Noguera. Posteriorment ha estat el primer president del Consell Comarcal de la Noguera (1988-1991 i 1995-1999) i paer en cap de Balaguer. El 2003 fundà el Cercle de Promoció Econòmica i d'Iniciatives de Balaguer i Comarca, que presidí fins al 2013. També és fou president del Patronat de Promoció d'Iniciatives Comarcals de la Noguera.